# 1. Fußball-Club Magdeburg 2001-2002
Questa voce raccoglie le informazioni riguardanti il 1. Fußball-Club Magdeburg nelle competizioni ufficiali della stagione 2001-2002.

## Stagione
Nella stagione 2001-2002 il Magdeburgo, allenato da Eberhard Vogel e Joachim Steffens, concluse il campionato di Regionalliga nord al 12º posto. In Coppa di Germania il Magdeburgo fu eliminato al primo turno dal Wolfsburg.

## Rosa
| N. |                      | Ruolo | Calciatore       |
| -- | -------------------- | ----- | ---------------- |
| 1  | Polonia (bandiera)   | P     | Mirosław Dreszer |
| 3  | Germania (bandiera)  | D     | Christian Prest  |
| 4  | Germania (bandiera)  | D     | Andreas Golombek |
| 5  | Germania (bandiera)  | D     | Andreas Lücke    |
| 6  | Germania (bandiera)  | C     | Mario Kallnik    |
| 7  | Austria (bandiera)   | D     | Klaus Dietrich   |
| 8  | Germania (bandiera)  | C     | Dirk Fengler     |
| 9  | Polonia (bandiera)   | D     | Waldemar Koc     |
| 10 | Rep. Ceca (bandiera) | A     | Pavel Dobrý      |
| 11 | Croazia (bandiera)   | A     | Vlado Papić      |
| 12 | Germania (bandiera)  | P     | Christian Beer   |
| 14 | Germania (bandiera)  | C     | Timm Kreibich    |
| 15 | Germania (bandiera)  | D     | Bodo Schmidt     |

| N. |                      | Ruolo | Calciatore      |
| -- | -------------------- | ----- | --------------- |
| 16 | Germania (bandiera)  | D     | Sören Holz      |
| 17 | Germania (bandiera)  | C     | Maik Zentrich   |
| 18 | Germania (bandiera)  | A     | Ronny Scholze   |
| 20 | Germania (bandiera)  | C     | Dirk Hannemann  |
| 21 | Rep. Ceca (bandiera) | C     | Petr Mašlej     |
| 22 | Albania (bandiera)   | C     | Armando Zani    |
| 23 | Nigeria (bandiera)   | A     | Leo Uzoma       |
| 25 | Camerun (bandiera)   | C     | Adeck Mba       |
| 30 | Germania (bandiera)  | P     | Jan Burmeister  |
| 19 | Germania (bandiera)  | A     | Stephan Neumann |
| 24 | Germania (bandiera)  | A     | Marcus Rasche   |
| 13 | Germania (bandiera)  | A     | Stefan Strauß   |

## Organigramma societario
Area tecnica
- Allenatore: Joachim Steffens
- Allenatore in seconda:
- Preparatore dei portieri:
- Preparatori atletici:
- Analisi video:

## Calciomercato

### Sessione estiva
| Acquisti | Acquisti       | Acquisti      | Acquisti |
| R.       | Nome           | da            | Modalità |
| -------- | -------------- | ------------- | -------- |
| D        | Klaus Dietrich | Dinamo Dresda |          |
| C        | Dirk Fengler   | Karlsruhe     |          |
| C        | Mario Kallnik  | BFC Dynamo    |          |

| Cessioni | Cessioni         | Cessioni             | Cessioni |
| R.       | Nome             | a                    | Modalità |
| -------- | ---------------- | -------------------- | -------- |
| C        | Teslim Fatusi    | Chongqing Liangjiang |          |
| D        | Maik Franz       | Wolfsburg            |          |
| A        | Josef Ivanović   | Alemannia Aquisgrana |          |
| C        | David Mydlo      | Carl Zeiss Jena      |          |
| A        | Adolphus Ofodile | Walsall              |          |
| D        | Marcel Rozgonyi  | Schalke 04           |          |

## Risultati

### Regionalliga

#### Girone di andata
| Brema 29 luglio 2001, ore 14:00 CEST 1ª giornata | Werder Brema II | 0 – 0 referto | Magdeburgo | Weserstadion - Platz 11 (2 100 spett.)\| Arbitro: \| Schößling \| |
| Arbitro:                                         | Schößling       |               |            |                                                                   |

| Arbitro: | Stachowiak |

|             |           |             |
| Kallnik 82’ | Marcatori | 32’ Küsters |

| Arbitro: | Seemann |

|                                        |           |                 |
| Jurgeleit 10’ Lehmann 57’ Guščinas 60’ | Marcatori | 16’, 41’ Mašlej |

| Arbitro: | Jauch |

|              |           |                |
| Dietrich 20’ | Marcatori | 6’, 63’ de Wit |

| Arbitro: | Weiner |

|                      |           |  |
| Sionko 78’ Kunze 81’ | Marcatori |  |

| Arbitro: | Schriever |

|                           |           |          |
| Dobrý 47’ Zani 74’ (rig.) | Marcatori | 90’ Bach |

| Arbitro: | Hems |

|                     |           |              |
| Kleine 44’ Daun 71’ | Marcatori | 48’ Golombek |

| Arbitro: | Fröhlich |

|           |           |                              |
| Dobrý 87’ | Marcatori | 48’ Fischer 64’, 75’ Raschke |

| Arbitro: | Hennecke |

|                                       |           |                                     |
| Rogowski 3’ Gockel 22’ Siedschlag 70’ | Marcatori | 38’ (rig.) Zani 64’ Dobrý 80’ Uzoma |

| Magdeburgo 29 settembre 2001, ore 14:00 CEST 10ª giornata | Magdeburgo | 0 – 0 referto | Fortuna Düsseldorf | Ernst-Grube-Stadion (4 342 spett.)\| Arbitro: \| Hielscher \| |
| Arbitro:                                                  | Hielscher  |               |                    |                                                               |

| Arbitro: | Bley |

|                           |           |  |
| Dobrý 70’ Zani 78’ (rig.) | Marcatori |  |

| Arbitro: | Otte |

|                                      |           |           |
| Przondziono 13’ Homola 26’, 31’, 52’ | Marcatori | 87’ Papić |

| Arbitro: | Grudzinski |

|                    |           |                                 |
| Koc 31’ Rasche 61’ | Marcatori | 10’ Vriesde 83’ (rig.) Schmugge |

| Arbitro: | Wegener-Gärtner |

|           |           |  |
| Krieg 44’ | Marcatori |  |

| Arbitro: | Häcker |

|           |           |  |
| Prest 54’ | Marcatori |  |

| Arbitro: | Rafati |

|  |           |                     |
|  | Marcatori | 22’ Dobrý 36’ Papić |

| Arbitro: | Bley |

|                                    |           |             |
| Kreibich 14’ Dobrý 23’ Kallnik 67’ | Marcatori | 86’ N'Tsika |

#### Girone di ritorno
| Arbitro: | Hems |

|                        |           |                     |
| Zani 61’ Hannemann 80’ | Marcatori | 27’ Lenze 79’ Aydin |

| Arbitro: | Hielscher |

|                                                |           |            |
| Castilla 11’, 78’ Manai 34’ Küsters 90’ (rig.) | Marcatori | 83’ Mašlej |

| Arbitro: | Grabanowski |

|                      |           |  |
| Dobrý 49’ Mašlej 77’ | Marcatori |  |

| Arbitro: | Voss |

|            |           |  |
| Thomas 30’ | Marcatori |  |

| Arbitro: | Korte |

|                 |           |           |
| Zani 65’ (rig.) | Marcatori | 16’ Broum |

| Arbitro: | Schriever |

|  |           |           |
|  | Marcatori | 44’ Dobrý |

| Arbitro: | Rafati |

|  |           |                                     |
|  | Marcatori | 43’ Schoof 87’ Ewertz 90’ Burkhardt |

| Arbitro: | Meiwes |

|                                                 |           |               |
| Baich 22’ Koen 41’ Wolf 52’ Karp 72’ Wojcik 89’ | Marcatori | 73’ Hannemann |

| Arbitro: | Hennecke |

|                                    |           |                                                     |
| Zani 20’, 40’ (rig.) Hannemann 57’ | Marcatori | 3’ Siedschlag 9’ (rig.) Schriewersmann 58’ Rogowski |

| Arbitro: | Steinhaus-Webb |

|  |           |                         |
|  | Marcatori | 33’ Hannemann 90’ Dobrý |

| Arbitro: | Gagelmann |

|                          |           |  |
| Petri 24’ Spork 46’, 71’ | Marcatori |  |

| Arbitro: | Stachowiak |

|                   |           |                               |
| Holz 55’ Zani 68’ | Marcatori | 10’ Homola 49’, 88’ Scharping |

| Arbitro: | Hoyzer |

|  |           |                     |
|  | Marcatori | 6’ Mašlej 31’ Papić |

| Magdeburgo 26 aprile 2002, ore 19:30 CEST 31ª giornata | Magdeburgo | 0 – 0 referto | Chemnitz | Ernst-Grube-Stadion (4 353 spett.)\| Arbitro: \| Weber \| |
| Arbitro:                                               | Weber      |               |          |                                                           |

| Arbitro: | Kemmling |

|                          |           |                    |
| Ernst 36’ (rig.) Lau 54’ | Marcatori | 2’ Papić 73’ Prest |

| Arbitro: | Wegener-Gärtner |

|                                                                 |           |            |
| Dobrý 42’, 54’ Neumann 45’ Papić 51’, 57’ Zani 56’ Kreibich 83’ | Marcatori | 34’ Döpper |

| Arbitro: | Anklam |

|            |           |                                                          |
| Canale 69’ | Marcatori | 15’, 33’, 76’ Dobrý 49’ Papić 63’ Hannemann 73’ Dietrich |

### Coppa di Germania
| Arbitro: | Kircher |

|             |           |                                                    |
| Scholze 16’ | Marcatori | 17’ Munteanu 23’, 48’ Kennedy 36’ Petrov 85’ Marić |

## Statistiche

### Statistiche di squadra
| Competizione      | Punti | In casa | In casa | In casa | In casa | In casa | In casa | In trasferta | In trasferta | In trasferta | In trasferta | In trasferta | In trasferta | Totale | Totale | Totale | Totale | Totale | Totale | DR |
| Competizione      | Punti | G       | V       | N       | P       | Gf      | Gs      | G            | V            | N            | P            | Gf           | Gs           | G      | V      | N      | P      | Gf     | Gs     | DR |
| ----------------- | ----- | ------- | ------- | ------- | ------- | ------- | ------- | ------------ | ------------ | ------------ | ------------ | ------------ | ------------ | ------ | ------ | ------ | ------ | ------ | ------ | -- |
| Regionalliga nord | 43    | 17      | 6       | 7       | 4       | 30      | 23      | 17           | 5            | 3            | 9            | 24           | 31           | 34     | 11     | 10     | 13     | 54     | 54     | 0  |
| Coppa di Germania | -     | 1       | 0       | 0       | 1       | 1       | 5       | 0            | 0            | 0            | 0            | 0            | 0            | 1      | 0      | 0      | 1      | 1      | 5      | -4 |
| Totale            | 43    | 18      | 6       | 7       | 5       | 31      | 28      | 17           | 5            | 3            | 9            | 24           | 31           | 35     | 11     | 10     | 14     | 55     | 59     | -4 |

### Andamento in campionato
| Giornata  | 1 | 2  | 3  | 4  | 5  | 6  | 7  | 8  | 9  | 10 | 11 | 12 | 13 | 14 | 15 | 16 | 17 | 18 | 19 | 20 | 21 | 22 | 23 | 24 | 25 | 26 | 27 | 28 | 29 | 30 | 31 | 32 | 33 | 34 |
| --------- | - | -- | -- | -- | -- | -- | -- | -- | -- | -- | -- | -- | -- | -- | -- | -- | -- | -- | -- | -- | -- | -- | -- | -- | -- | -- | -- | -- | -- | -- | -- | -- | -- | -- |
| Luogo     | T | C  | T  | C  | T  | C  | T  | C  | T  | C  | C  | T  | C  | T  | C  | T  | C  | C  | T  | C  | T  | C  | T  | C  | T  | C  | T  | T  | C  | T  | C  | T  | C  | T  |
| Risultato | N | N  | P  | P  | P  | V  | P  | P  | N  | N  | V  | P  | N  | P  | V  | V  | V  | N  | P  | V  | P  | N  | V  | P  | P  | N  | V  | P  | P  | V  | N  | N  | V  | V  |
| Posizione | 9 | 11 | 15 | 17 | 17 | 16 | 17 | 18 | 16 | 17 | 16 | 17 | 17 | 17 | 15 | 14 | 13 | 13 | 13 | 13 | 14 | 14 | 13 | 13 | 14 | 13 | 13 | 13 | 14 | 14 | 13 | 14 | 14 | 12 |

Legenda:

Luogo: C = Casa; T = Trasferta. Risultato: V = Vittoria; N = Pareggio; P = Sconfitta.

### Statistiche dei giocatori
| Giocatore     | Regionalliga nord | Regionalliga nord | Regionalliga nord | Regionalliga nord | Coppa di Germania | Coppa di Germania | Coppa di Germania | Coppa di Germania | Totale   | Totale | Totale      | Totale     |
| Giocatore     | Presenze          | Reti              | Ammonizioni       | Espulsioni        | Presenze          | Reti              | Ammonizioni       | Espulsioni        | Presenze | Reti   | Ammonizioni | Espulsioni |
| ------------- | ----------------- | ----------------- | ----------------- | ----------------- | ----------------- | ----------------- | ----------------- | ----------------- | -------- | ------ | ----------- | ---------- |
| C. Beer       | 10                | 0                 | 0                 | 1                 | 0                 | 0                 | 0                 | 0                 | 10       | 0      | 0           | 1          |
| J. Burmeister | 9                 | 0                 | 0                 | 0                 | 0                 | 0                 | 0                 | 0                 | 9        | 0      | 0           | 0          |
| K. Dietrich   | 25                | 2                 | 6                 | 1                 | 0                 | 0                 | 0                 | 0                 | 25       | 2      | 6           | 1          |
| P. Dobrý      | 34                | 14                | 2                 | 0                 | 1                 | 0                 | 0                 | 0                 | 35       | 14     | 2           | 0          |
| M. Dreszer    | 17                | 0                 | 1                 | 0                 | 1                 | 0                 | 0                 | 0                 | 18       | 0      | 1           | 0          |
| D. Fengler    | 8                 | 0                 | 5                 | 0                 | 1                 | 0                 | 0                 | 0                 | 9        | 0      | 5           | 0          |
| A. Golombek   | 10                | 1                 | 0                 | 0                 | 1                 | 0                 | 0                 | 0                 | 11       | 1      | 0           | 0          |
| D. Hannemann  | 30                | 5                 | 16                | 0                 | 1                 | 0                 | 1                 | 0                 | 31       | 5      | 17          | 0          |
| S. Holz       | 22                | 1                 | 1                 | 0                 | 0                 | 0                 | 0                 | 0                 | 22       | 1      | 1           | 0          |
| M. Kallnik    | 30                | 2                 | 7                 | 1                 | 1                 | 0                 | 0                 | 0                 | 31       | 2      | 7           | 1          |
| W. Koc        | 11                | 1                 | 2                 | 0                 | 0                 | 0                 | 0                 | 0                 | 11       | 1      | 2           | 0          |
| T. Kreibich   | 14                | 2                 | 3                 | 0                 | 0                 | 0                 | 0                 | 0                 | 14       | 2      | 3           | 0          |
| A. Lücke      | 25                | 0                 | 3                 | 0                 | 1                 | 0                 | 0                 | 0                 | 26       | 0      | 3           | 0          |
| P. Mašlej     | 26                | 5                 | 6                 | 2                 | 1                 | 0                 | 0                 | 0                 | 27       | 5      | 6           | 2          |
| A. Mba        | 16                | 0                 | 1                 | 0                 | 1                 | 0                 | 0                 | 0                 | 17       | 0      | 1           | 0          |
| S. Neumann    | 10                | 1                 | 0                 | 0                 | 0                 | 0                 | 0                 | 0                 | 10       | 1      | 0           | 0          |
| V. Papić      | 32                | 7                 | 1                 | 0                 | 1                 | 0                 | 0                 | 0                 | 33       | 7      | 1           | 0          |
| C. Prest      | 22                | 2                 | 3                 | 0                 | 0                 | 0                 | 0                 | 0                 | 22       | 2      | 3           | 0          |
| M. Rasche     | 17                | 1                 | 2                 | 0                 | 0                 | 0                 | 0                 | 0                 | 17       | 1      | 2           | 0          |
| B. Schmidt    | 22                | 0                 | 6                 | 0                 | 1                 | 0                 | 0                 | 0                 | 23       | 0      | 6           | 0          |
| R. Scholze    | 13                | 0                 | 3                 | 0                 | 1                 | 1                 | 0                 | 0                 | 14       | 1      | 3           | 0          |
| S. Strauß     | 8                 | 0                 | 2                 | 0                 | 0                 | 0                 | 0                 | 0                 | 8        | 0      | 2           | 0          |
| L. Uzoma      | 12                | 1                 | 0                 | 0                 | 1                 | 0                 | 0                 | 0                 | 13       | 1      | 0           | 0          |
| A. Zani       | 29                | 9                 | 7                 | 0                 | 1                 | 0                 | 0                 | 0                 | 30       | 9      | 7           | 0          |
| M. Zentrich   | 9                 | 0                 | 0                 | 0                 | 0                 | 0                 | 0                 | 0                 | 9        | 0      | 0           | 0          |